# Trabajadores
Trabajadores è un quotidiano cubano.
Diretto da Alberto Núñez Betancourt, è pubblicato in lingua spagnola e in lingua inglese.
La sede è nella città de L'Avana nella storica Plaza de la Revolución.